# Алмада
Алмада (порт. Almada) је град и општина у Португалији, смештен у њеном западном делу. Град је у саставу округа Сетубал, где чини једну од приградских општина. Алмада је велико предграђе главног града Лисабона.

## Географија
Град Алмада се налази у западном делу Португалије. Од главног града Лисабона град је удаљен 12 километара јужно (друга оба Тежа), а од Портоа 325 километара јужно.
Рељеф: Алмада се налази на крајње северозападном делу Сетубалског полуострва, на месту где се оно највише приближава граду Лисабону. На најужем месту је изграђен мост, што је допринело развију града, као првог насеља на путу од Лисабона ка југу земље. Градско подручје је бреговито, на надморској висини од 0-100 m.
Клима: Клима у Алмади је средоземна.
Воде: Алмада лежи на левој страни естуарског ушћа реке Тежо у Атлантски океан, што представља стратешки важно место. Дати естуар омогућава улаз и већих бродова.

## Историја
Подручје Алмаде насељено још у време праисторије. Последњих деценија насеље је посебно нарасло ширењем градске зоне Лисабона. Град је добио градска права 1973. године.

## Становништво
По последњих проценама из 2008. године општина Алмада има око 166 хиљада становника, од чега нешто преко 100 хиљада живи у самом градском насељу, а остало у другим предграђима. Број становника је нагло растао током 20. века, удесетостручивши се.

## Партнерски градови
- Sal
- Regla
- Porto Amboim

## Галерија
- једна од густо насељених четврти Алмаде
- Алмада Форум
- Мост 25. априла између Алмаде и Лисабона